# Hochschild-Homologie und Kohomologie
Die Hochschild-Homologie und Kohomologie, benannt nach Gerhard Hochschild, ist eine mathematische Theorie, die speziell auf die Untersuchung von Algebren zugeschnitten ist. Es handelt sich um eine Homologie- bzw. Kohomologie-Theorie, die sich aus Kettenkomplexen bzw. Kokettenkomplexen ergibt, die eng mit der Algebrenstruktur zusammenhängen. 

## Konstruktion der Homologiegruppen
Wir betrachten im Folgenden eine assoziative Algebra {\displaystyle A} mit Einselement  über einem Körper {\displaystyle K}, kurz eine K-Algebra. Ferner sei ein {\displaystyle A}-Bimodul {\displaystyle M} gegeben, das heißt die Modulelemente können von links und rechts mit Elementen aus der Algebra multipliziert werden, so dass die zugehörigen Links- und Rechtmodulstrukturen verträglich sind, was {\displaystyle a(mb)=(am)b} für alle {\displaystyle m\in M} und {\displaystyle a,b\in A} bedeutet. Bezeichnet man mit {\displaystyle A^{\otimes n}} das {\displaystyle n}-fache Tensorprodukt von {\displaystyle A} mit sich selbst, wobei {\displaystyle A^{\otimes 0}:=K}, so lassen sich folgende Abbildungen definieren:
{\displaystyle d_{i}^{(n)}:\,M\otimes A^{\otimes n}\rightarrow M\otimes A^{\otimes n-1}}
{\displaystyle m\otimes a_{1}\otimes \ldots \otimes a_{n}\mapsto {\begin{cases}ma_{1}\otimes \ldots \otimes a_{n}&{\text{für }}i=0\\m\otimes a_{1}\otimes \ldots \otimes a_{i}a_{i+1}\otimes \ldots \otimes a_{n},&{\text{für }}0<i<n\\a_{n}m\otimes a_{1}\otimes \ldots \otimes a_{n-1}&{\text{für }}i=n\end{cases}}}
wobei sich die {\displaystyle d_{i}^{(n)}} zu K-linearen Abbildungen fortsetzen. 
Weiter sei
{\displaystyle d_{n}:=\sum _{i=0}^{n}(-1)^{i}d_{i}^{(n)}:\,M\otimes A^{\otimes n}\rightarrow M\otimes A^{\otimes n-1}},
das heißt
{\displaystyle d_{1}(m\otimes a_{1})=ma_{1}-a_{1}m}
{\displaystyle d_{2}(m\otimes a_{1}\otimes a_{2})=ma_{1}\otimes a_{2}-m\otimes a_{1}a_{2}+a_{2}m\otimes a_{1}}
{\displaystyle d_{3}(m\otimes a_{1}\otimes a_{2}\otimes a_{3})=ma_{1}\otimes a_{2}\otimes a_{3}-m\otimes a_{1}a_{2}\otimes a_{3}+m\otimes a_{1}\otimes a_{2}a_{3}-a_{3}m\otimes a_{1}\otimes a_{2}}
und so weiter. 
Dann gilt {\displaystyle d_{n}\circ d_{n+1}=0} für alle {\displaystyle n=1,2,3,\ldots }, das heißt man erhält einen Kettenkomplex
{\displaystyle 0\leftarrow M{\xleftarrow {d_{1}}}M\otimes A{\xleftarrow {d_{2}}}M\otimes A\otimes A{\xleftarrow {d_{3}}}\ldots }.
Die Hochschild-Homologie von {\displaystyle A} mit Werten in {\displaystyle M} ist als Homologie dieses Kettenkomplexes definiert, das heißt die {\displaystyle n}-te Hochschild-Homologiegruppe von {\displaystyle A} mit Werten in {\displaystyle M} ist die Faktorgruppe
{\displaystyle H_{n}(A,M):=\mathrm {ker} (d_{n})/\mathrm {im} (d_{n+1})},
wobei {\displaystyle d_{0}=0} gesetzt wurde. Da die obigen Definitionen der {\displaystyle d_{i}^{(n)}} von der Algebren- und Bimodulstruktur Gebrauch machen, können die Hochschild-Homologiegruppen Informationen über die Algebra {\displaystyle A} enthalten.

## Konstruktion der Kohomologiegruppen
Die Hochschild-Kohomologiegruppen erhält man durch eine analoge Konstruktion aus Räumen {\displaystyle \mathrm {Hom} (A^{\otimes n},M)} von {\displaystyle K}-linearen Homomorphismen {\displaystyle A^{\otimes n}\rightarrow M}, wobei {\displaystyle A} wieder die betrachtete {\displaystyle K}-Algebra und {\displaystyle M} ein {\displaystyle A}-Bimodul seien. Für {\displaystyle n=0} erhält man {\displaystyle \mathrm {Hom} (A^{\otimes 0},M)=\mathrm {Hom} (K,M)\cong M}.
Wir definieren wieder Abbildungen
{\displaystyle \partial _{i}^{(n)}:\,\mathrm {Hom} (A^{\otimes n},M)\rightarrow \mathrm {Hom} (A^{\otimes n+1},M)}.
Ist {\displaystyle f\in \mathrm {Hom} (A^{\otimes n},M)}, so müssen wir festlegen, wie {\displaystyle \partial _{i}^{(n)}f} auf {\displaystyle a_{1}\otimes \ldots \otimes a_{n+1}} wirkt und dabei ein Element aus {\displaystyle M} ergibt, und das geht so
{\displaystyle \partial _{i}^{(n)}f(a_{1}\otimes \ldots \otimes a_{n+1})={\begin{cases}a_{1}f(a_{2}\otimes \ldots \otimes a_{n+1})&{\text{für }}i=0\\f(a_{1}\otimes \ldots \otimes a_{i}a_{i+1}\otimes \ldots \otimes a_{n+1})&{\text{für }}0<i<n+1\\f(a_{1}\otimes \ldots \otimes a_{n})a_{n+1}&{\text{für }}i=n+1\end{cases}}}
Man setzt, diesmal mit einem oberen Index:
{\displaystyle \partial ^{n}:=\sum _{i=0}^{n+1}(-1)^{i}\partial _{i}^{(n)}:\mathrm {Hom} (A^{\otimes n},M)\rightarrow \mathrm {Hom} (A^{\otimes n+1},M)},
das heißt
{\displaystyle \partial ^{0}m(a_{1})=a_{1}m-ma_{1}}
{\displaystyle \partial ^{1}f(a_{1}\otimes a_{2})=a_{1}f(a_{2})-f(a_{1}a_{2})+f(a_{1})a_{2}}
{\displaystyle \partial ^{2}f(a_{1}\otimes a_{2}\otimes a_{3})=a_{1}f(a_{2}\otimes a_{3})-f(a_{1}a_{2}\otimes a_{3})+f(a_{1}\otimes a_{2}a_{3})-f(a_{1}\otimes a_{2})a_{3}}
und so weiter.
Dann gilt {\displaystyle \partial ^{n+1}\circ \partial ^{n}=0} für alle {\displaystyle n=1,2,3,\ldots }. Man erhält also einen Kokettenkomplex
{\displaystyle 0\rightarrow M\cong \mathrm {Hom} (A^{\otimes 0},M)\xrightarrow {\partial ^{0}} \mathrm {Hom} (A^{\otimes 1},M)\xrightarrow {\partial ^{1}} \mathrm {Hom} (A^{\otimes 2},M)\xrightarrow {\partial ^{2}} \ldots }.
Die Hochschild-Kohomologie von {\displaystyle A} mit Werten in {\displaystyle M} ist als Kohomologie dieses Kokettenkomplexes definiert, das heißt die {\displaystyle n}-te Hochschild-Kohomologiegruppe von {\displaystyle A} mit Werten in {\displaystyle M} ist die Faktorgruppe
{\displaystyle H^{n}(A,M):=\mathrm {ker} (\partial ^{n})/\mathrm {im} (\partial ^{n-1})},
wobei {\displaystyle \partial ^{-1}} der Nullmorphismus {\displaystyle 0\rightarrow M} ist.
Auch hier geht die Algebrenstruktur von {\displaystyle A} in die Definitionen ein, so dass die Hochschild-Kohomologiegruppen Informationen über die Algebra enthalten.

## Beispiele
In den folgenden Beispielen, die in den Hochschild-Homomlogie- und Kohomologiegruppen steckende Informationen belegen sollen, seien {\displaystyle A} wieder eine assoziative {\displaystyle K}-Algebra mit Einselement und {\displaystyle M} ein {\displaystyle A}-Bimodul. Die {\displaystyle 0}-te Hochschild-Homologie und Kohomologiegruppen lassen sich leicht bestimmen:
{\displaystyle H_{0}(A,M)=M/\mathrm {im} (d_{1})=M/[M,A]},
wobei {\displaystyle [M,A]}, der Kommutator aus {\displaystyle M} und {\displaystyle A}, das Erzeugnis aus allen {\displaystyle am-ma,a\in A,m\in M} ist.
Weiter ist
{\displaystyle H^{0}(A,M)=\mathrm {ker} (\partial ^{0})=\{m\in M;\,am=ma\,\forall a\in A\}}.
{\displaystyle A=M} ist auf natürliche Weise ein {\displaystyle A}-Bimodul, wobei die Verträglichkeitsbedingung genau durch das Assoziativgesetz gegeben ist. Als Spezialfall erhält man daher
{\displaystyle H_{0}(A,A)=A/[A,A]} und {\displaystyle H^{0}(A,A)=Z(A)},
wobei {\displaystyle Z(A)} das Zentrum von {\displaystyle A} ist. 
Eine {\displaystyle K}-Derivation auf {\displaystyle A} mit Werten in {\displaystyle M} ist eine {\displaystyle K}-lineare Abbildung {\displaystyle f:A\rightarrow M} mit der zusätzlichen Eigenschaft {\displaystyle f(a_{1}a_{2})=a_{1}f(a_{2})+f(a_{1})a_{2}}, die an die Produktregel für das Ableiten erinnert. Mit {\displaystyle \mathrm {Der} (A,M)} sei die Menge aller Derivationen bezeichnet. Für jedes {\displaystyle m\in M} ist durch {\displaystyle f_{m}(a):=am-ma} eine solche Derivation gegeben. Derartige Derivationen {\displaystyle f_{m}} nennt man innere Derivationen, {\displaystyle \mathrm {IDer} (A,M)} bezeichne die Menge aller inneren Derivationen. Eine Inspektion der oben für {\displaystyle \partial ^{1}} und {\displaystyle \partial ^{2}} angegebenen Formeln zeigt
{\displaystyle \mathrm {im} (\partial ^{0})=\mathrm {IDer} (A,M)}, {\displaystyle \mathrm {ker} (\partial ^{1})=\mathrm {Der} (A,M)}
und daher
{\displaystyle H^{1}(A,M)=\mathrm {Der} (A,M)/\mathrm {IDer} (A,M)}.
Die erste Hochschild-Kohomologiegruppe gibt also Auskunft über die Reichhaltigkeit der Derivationen, ihr Verschwinden bedeutet, dass alle Derivationen inner sind.

## Multilineare Abbildungen
Die Hochschild-Kohomologiegruppen können alternativ mittels der Räume {\displaystyle \mathrm {MLin} (A^{n},M)} der multilinearen Abbildungen {\displaystyle A^{n}\rightarrow M} eingeführt werden. Man setzt für {\displaystyle f\in \mathrm {MLin} (A^{n},M)} und {\displaystyle (a_{1},\ldots ,a_{n})\in A^{n}}:
{\displaystyle \partial ^{n}f(a_{1},\ldots ,a_{n+1}):=a_{1}f(a_{2},\ldots ,a_{n+1})+\sum _{i=1}^{n}(-1)^{i}f(a_{1},\ldots ,a_{i}a_{i+1},\ldots ,a_{n+1})+(-1)^{n+1}f(a_{1},\ldots ,a_{n})a_{n+1}}
und man kommt zu einem entsprechenden Kokettenkomplex
{\displaystyle 0\rightarrow M=\mathrm {MLin} (A^{0},M)\xrightarrow {\partial ^{0}} \mathrm {MLin} (A,M)\xrightarrow {\partial ^{1}} \mathrm {MLin} (A^{2},M)\xrightarrow {\partial ^{2}} \ldots },
mit dem man wieder Kohomologiegruppen definieren kann. Man erhält zu den oben definierten {\displaystyle H^{n}(A,M)} isomorphe Gruppen, da sich multilineare Abbildungen {\displaystyle A^{n}\rightarrow M} und lineare Abbildungen {\displaystyle A^{\otimes n}\rightarrow M} nach Konstruktion des Tensorproduktes 1 zu 1 entsprechen.

## Topologische Algebren
Die oben vorgestellten Konzepte lassen sich auch für topologische Algebren, insbesondere Banachalgebren, ausführen, wobei man bei der Tensorproduktbildung im Falle von Banachalgebren das projektive Tensorprodukt verwendet und sich bei allen auftretenden Abbildungen auf stetige Abbildungen beschränkt.